# Représentations diplomatiques du Guyana

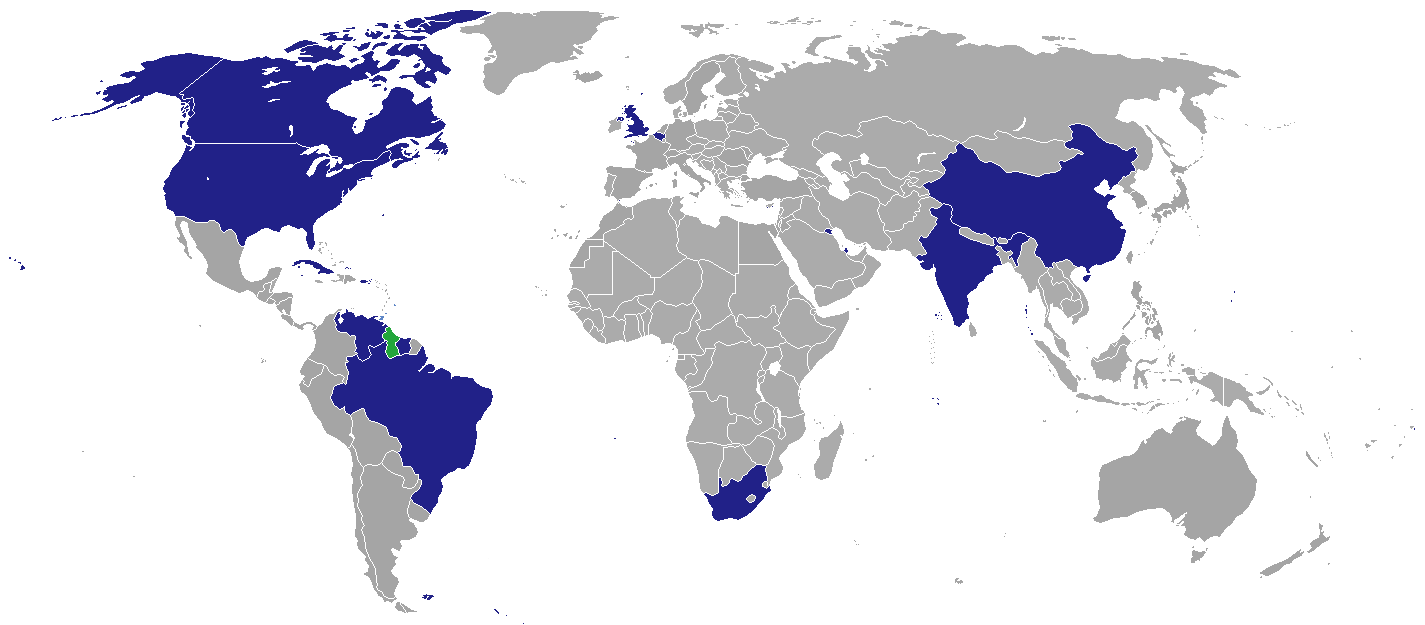
Représentations diplomatiques du Guyana.

Le Guyana dispose d'une représentation diplomatique dans 10 pays. En tant que membre du Commonwealth of Nations, les représentations diplomatiques du Guyana dans un autre pays du Commonwealth sont désignées sous le terme de haut-commissariat.
Voici la liste des représentations diplomatiques du Guyana à l'étranger :

## Afrique
- Afrique du Sud
  - Pretoria (haut-commissariat)

## Amérique
- Barbade
  - Bridgetown (consulat général)
- Brésil
  - Brasilia (ambassade)
  - Boa Vista (consulat général)
- Canada
  - Ottawa (haut-commissariat)
  - Toronto (consulat général)
- Cuba
  - La Havane (ambassade)
- États-Unis
  - Washington (ambassade)
  - New York (consulat général)
- Suriname
  - Paramaribo (ambassade)
  - Nickerie (consulat général)
- Trinité-et-Tobago
  - Port-d'Espagne (consulat général)
- Venezuela
  - Caracas (ambassade)

## Asie
- Chine
  - Pékin (ambassade)
- Inde
  - New Delhi (haut-commissariat)
- Koweït
  - Koweït (ambassade)
- Qatar
  - Doha (ambassade)

## Europe
- Belgique
  - Bruxelles (ambassade)
- Royaume-Uni
  - Londres (haut-commissariat)

## Organisations internationales
- Bruxelles  (mission permanente auprès de l'Union européenne)
- Genève (mission permanente auprès de l'Organisation des Nations unies)
- New York (mission permanente auprès de l'Organisation des Nations unies)
- Washington (mission permanente auprès de l'Organisation des États américains)

## Galerie

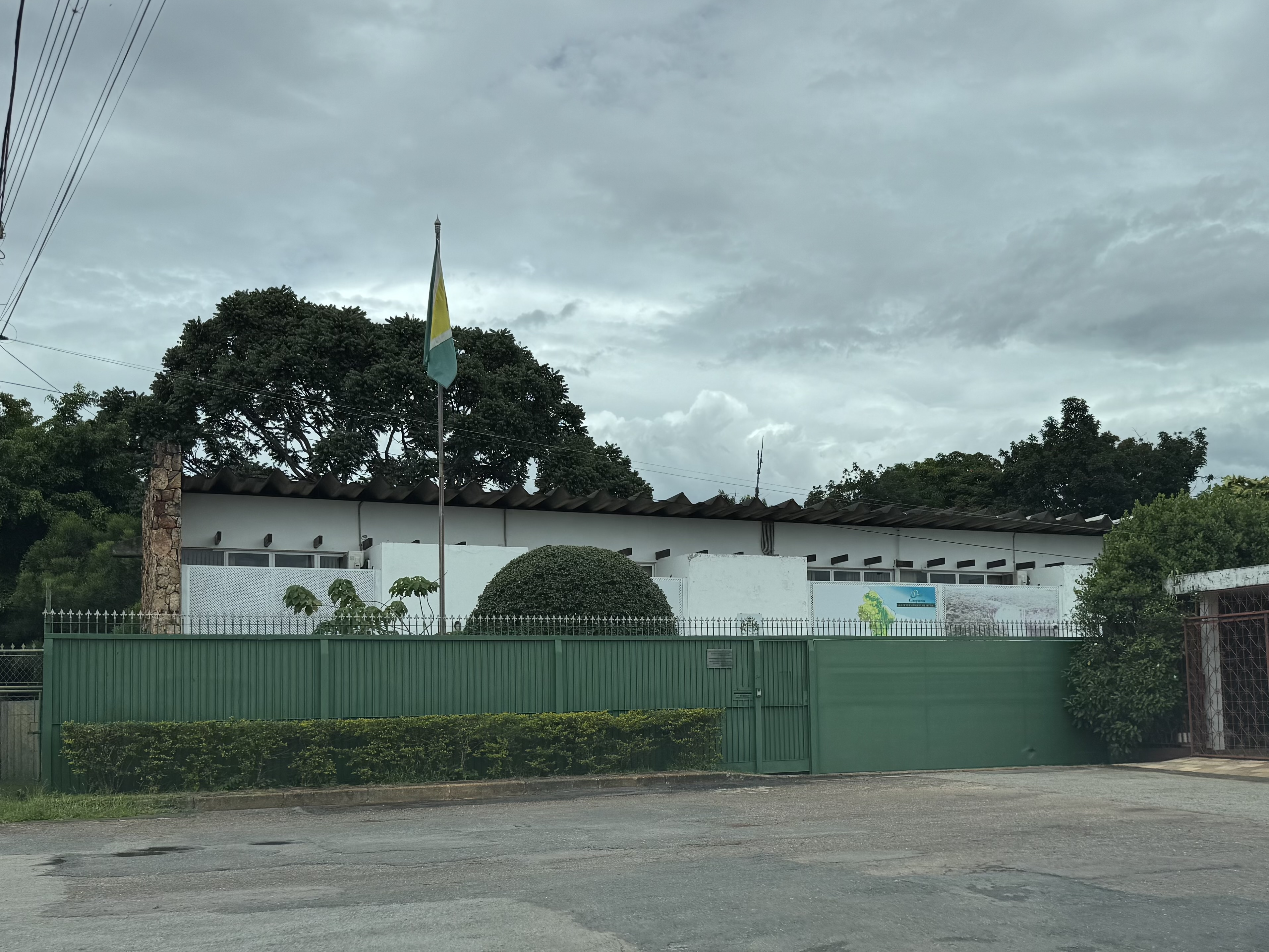
Ambassade à Brasilia.
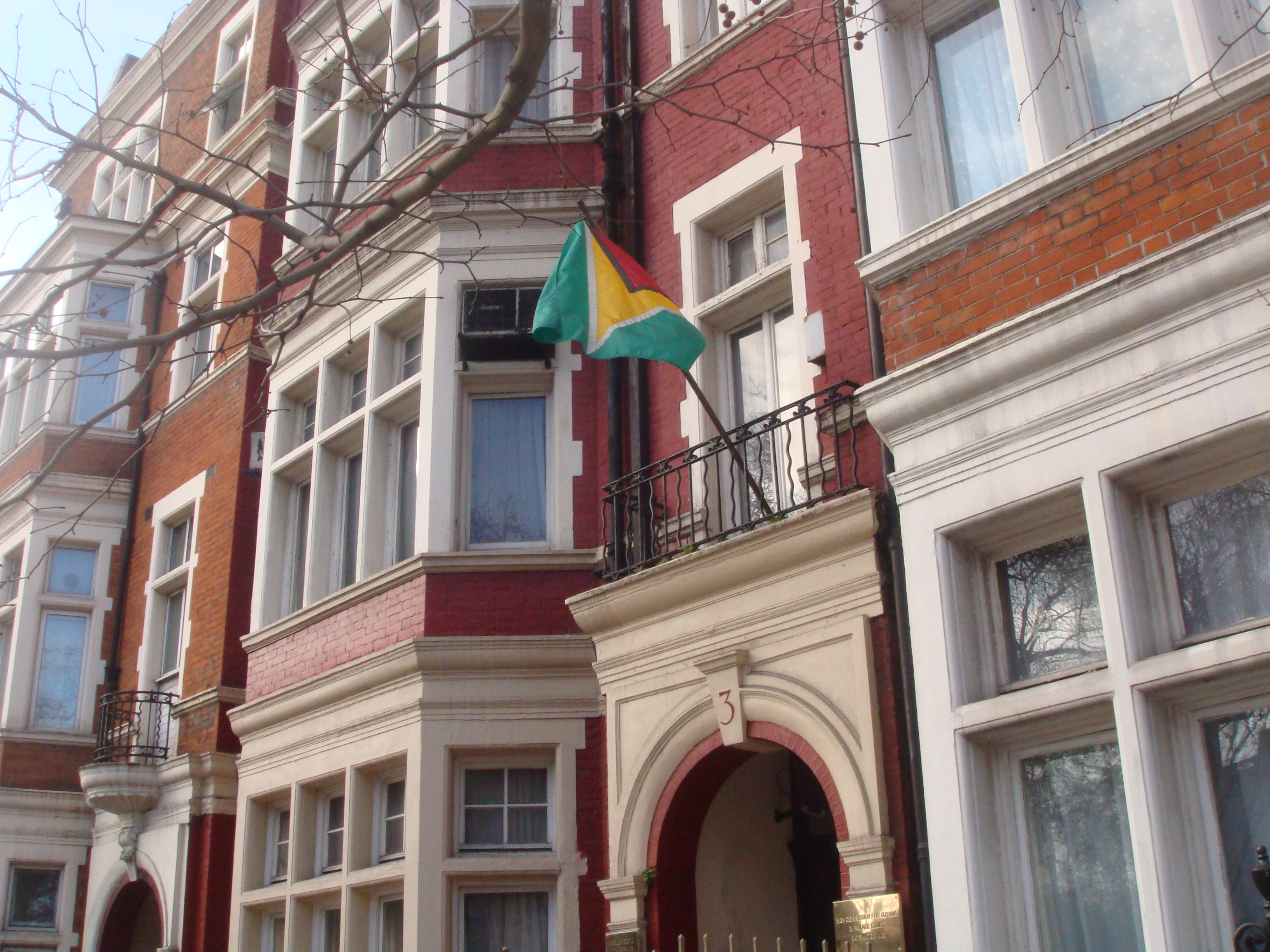
Haut-commissariat à Londres.
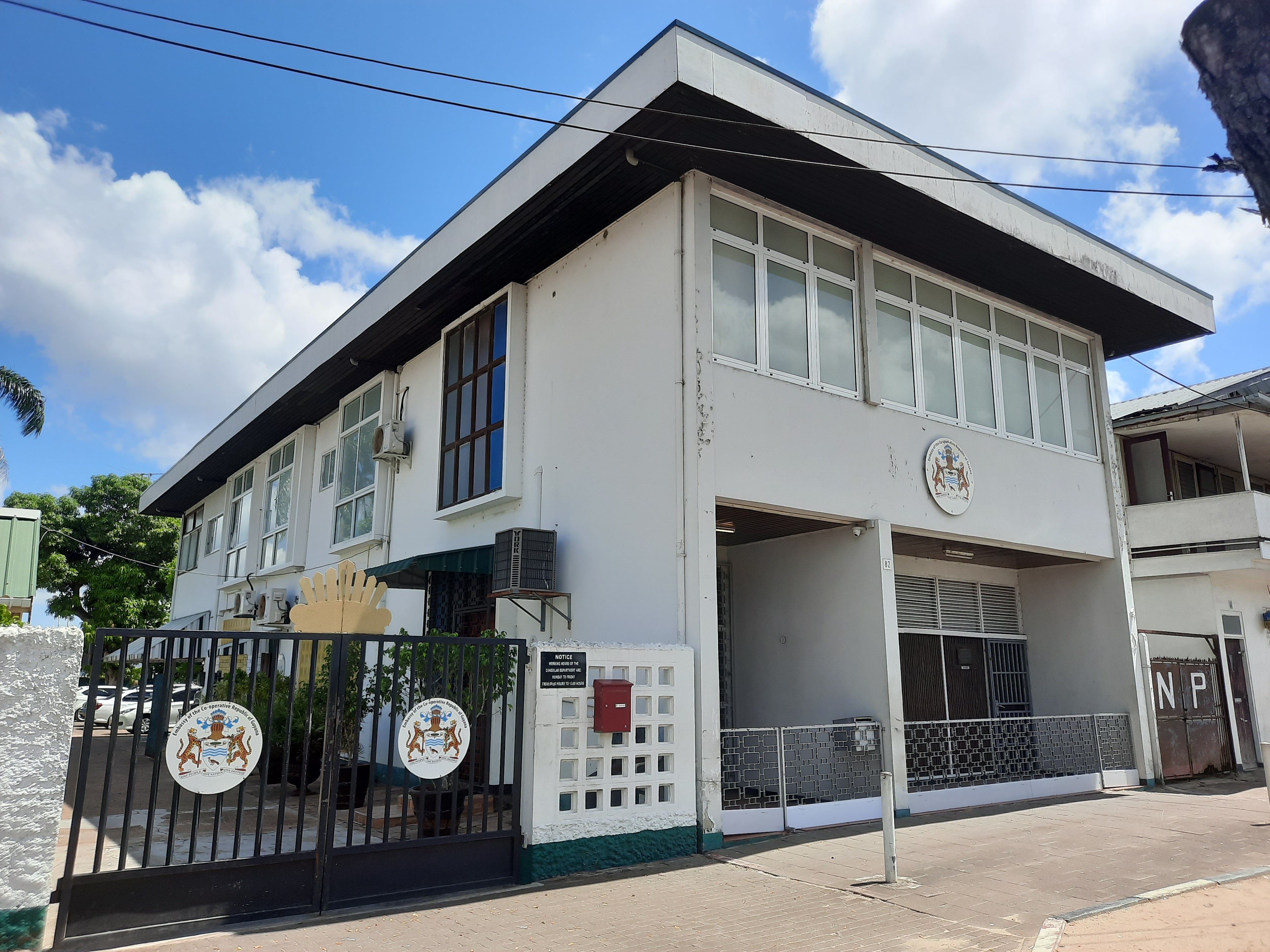
Ambassade à Paramaribo.
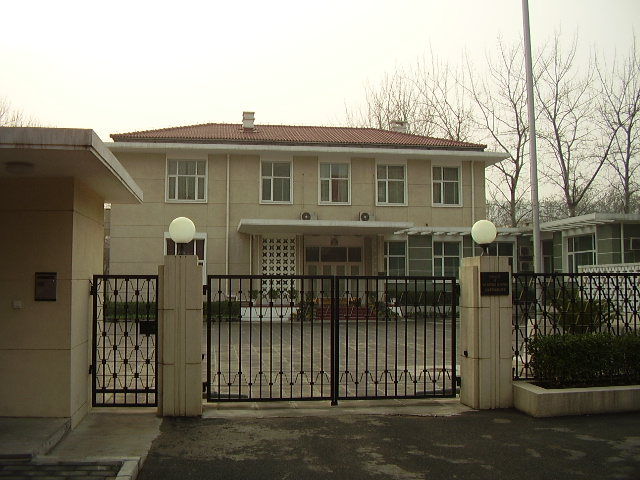
Ambassade à Pékin.
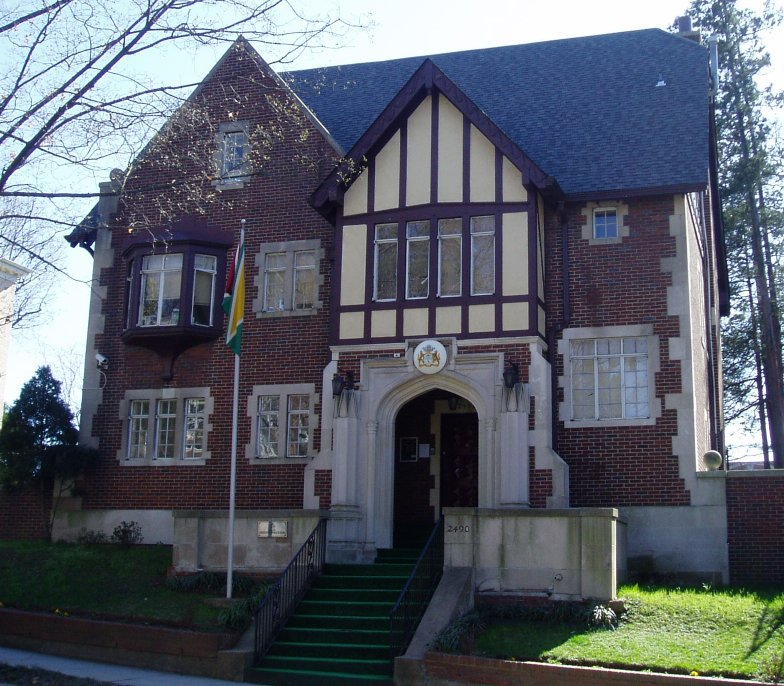
Ambassade à Washington.